# Сига (притока Воєбижа)
Си́га (Мала Сига) — річка в Росії, ліва притока Воєбижа. Протікає територією Удмуртії (Глазовський район, місто Глазов).
Річка починається за 2 км на південний захід від села Азамай. Протікає спочатку на північний схід, потім північ, в нижній течіїх знову повертає на північний схід. Впадає до Воєбижа на території міста Глазова. Приймає декілька дрібних приток. На річці створено декілька ставків.
Над річкою розташовані села Азамай та Колевай, а також місто Глазов. Через річку в межах міста збудовано декілька автомобільних мостів, один залізничний. Води річки використовуються на промислових підприємствах. В середній течії по лівому березі знаходиться глиняний кар'єр, видобуток на якому призводить до забруднення річки.
Цікавий факт: На старих радянських топографічних картах річка Сига зображення як Мала Сига, а Воєбиж як Сига.